# Bob Dylan
Bob Dylan, nascido Robert Allen Zimmerman (Duluth, 24 de maio de 1941) é um cantor, compositor, escritor, ator, pintor e artista visual norte-americano, e uma importante figura na cultura popular há mais de cinquenta anos. Grande parte do seu trabalho mais célebre data da década de 1960, quando canções como "Blowin' in the Wind" (1963) e "The Times They Are a Changin'" (1964) se tornaram hinos dos movimentos pelos direitos civis e de oposição à Guerra do Vietnã. Suas letras durante esse período incorporaram uma ampla gama de influências políticas, sociais, filosóficas e literárias, desafiaram as convenções da música pop e apelaram à crescente contracultura. Por conta disso, a música folk, na cultura norte-americana, atingiu o auge de popularidade nas décadas de 1950 e 1960 e Bob Dylan incorporou as tensões dessa época da melhor forma, com foco nos detalhes e humor.
Nascido no estado de Minnesota, neto de imigrantes judeus russos, aos dez anos de idade Dylan escreveu seus primeiros poemas e, ainda adolescente, aprendeu piano e guitarra sozinho. Começou cantando em grupos de rock, imitando Little Richard e Buddy Holly, mas quando foi para a Universidade de Minnesota em 1959, voltou-se para a folk music, impressionado com a obra musical do lendário cantor folk Woody Guthrie, a quem foi visitar em Nova Iorque em 1961.
Em 2004 foi eleito pela revista Rolling Stone o 7º maior cantor de todos os tempos e, pela mesma revista, o 2º melhor artista da música de todos os tempos, ficando atrás somente dos Beatles, e uma de suas principais canções, "Like a Rolling Stone", foi escolhida como a melhor de todos os tempos. Influenciou diretamente grandes nomes do rock americano e britânico dos anos de 1960 e 1970. Em 2012, Dylan foi condecorado com a Medalha Presidencial da Liberdade pelo presidente dos Estados Unidos Barack Obama.
Foi laureado com o Nobel da Literatura de 2016, por "ter criado novos modos de expressão poética no quadro da tradição da música americana". E, assim, tornou-se o primeiro e único artista na história a ganhar, além do Prêmio Nobel, o Pulitzer, o Oscar, o Grammy e o Globo de Ouro.

## Biografia

### 1941-1960
Robert Allen Zimmerman (nome hebraico: Zushe ben Avraham) nasceu no hospital St. Mary de Duluth, em Minnesota, no dia 24 de maio de 1941 e cresceu em Hibbing, Minnesota, no Mesabi Iron Range a oeste do Lago Superior. Os estudos realizados por vários de seus biógrafos mostraram que seus avós paternos, Zigman e Anna Zimmerman, emigraram de Odessa (atual Ucrânia) para os Estados Unidos por causa de um pogrom antissemita ocorrido em 1905. Seus avós maternos, Benjamin e Lybba Edelstein, eram judeus lituanos que chegaram à América em 1902. Em sua autobiografia, Crônicas, Vol. 1, Dylan escreveu que o apelido de sua avó materna era Kyrgyz e que sua família era procedente de Istambul.
Seus pais, Abram Zimmerman e Beatrice "Beatty" Stone, faziam parte de uma pequena mas muito unida comunidade judaica. Robert Zimmerman viveu em Duluth até seus seis anos, quando seu pai contraiu poliomielite e sua família voltou à cidade natal de sua mãe, Hibbing, Minnesota, onde passou o resto de sua infância. Robert passou boa parte de sua juventude escutando rádio: em um primeiro momento, escutando emissoras de Shreveport, em Louisiana, country, e posteriormente, rock and roll. Durante sua estadia na escola, formou várias bandas, como The Shadow Blasters, de curta duração, e The Golden Chords, com a qual chegaria a tocar no programa de busca de talentos Rock and Roll Is Here to Stay. No anuário escolar de 1959, Robert Zimmerman assinalou sua principal ambição "unir-se a Little Richard". No mesmo ano, usando o pseudônimo de Elston Gunn, tocou em duas apresentações com Bobby Vee, acompanhando ao piano e improvisando com palmas.
Em setembro de 1959, Zimmerman se mudou para Minneapolis, para estudar na Universidade de Minnesota. Durante a época, seu interesse inicial no rock and roll deu lugar a uma aproximação ao folk. Em 1985, Dylan explicou sua atração pelo folk: "A coisa sobre o rock'n'roll é que para mim de qualquer jeito ele não era suficiente... Havia bons bordões e ritmo pulsante... mas as canções não eram sérias ou não refletiam a vida de um modo realista. Eu sabia que quando eu entrei na música folk, era um tipo de coisa mais sério. As canções eram enchidas com mais desespero, mais tristeza, mais triunfo, mais fé no sobrenatural, sentimentos mais profundos". Logo começou a tocar no 10 O'Clock Scholar, uma cafeteria a poucas quadras do campus universitário, e se viu envolvido no circuito folk de Dinkytown.
Durante seus dias en Dinkytown, Zimmerman passou a se chamar de "Bob Dylan". Em uma entrevista concedida em 2004, Dylan disse: "Você nasce, sabe, com nomes errados, pais errados. Digo, isso acontece. Você se chama do que quiser se chamar. Este é o país da liberdade". Em sua autobiografia, Crónicas, Vol. 1, Dylan escreveu sobre a mudança de nome:

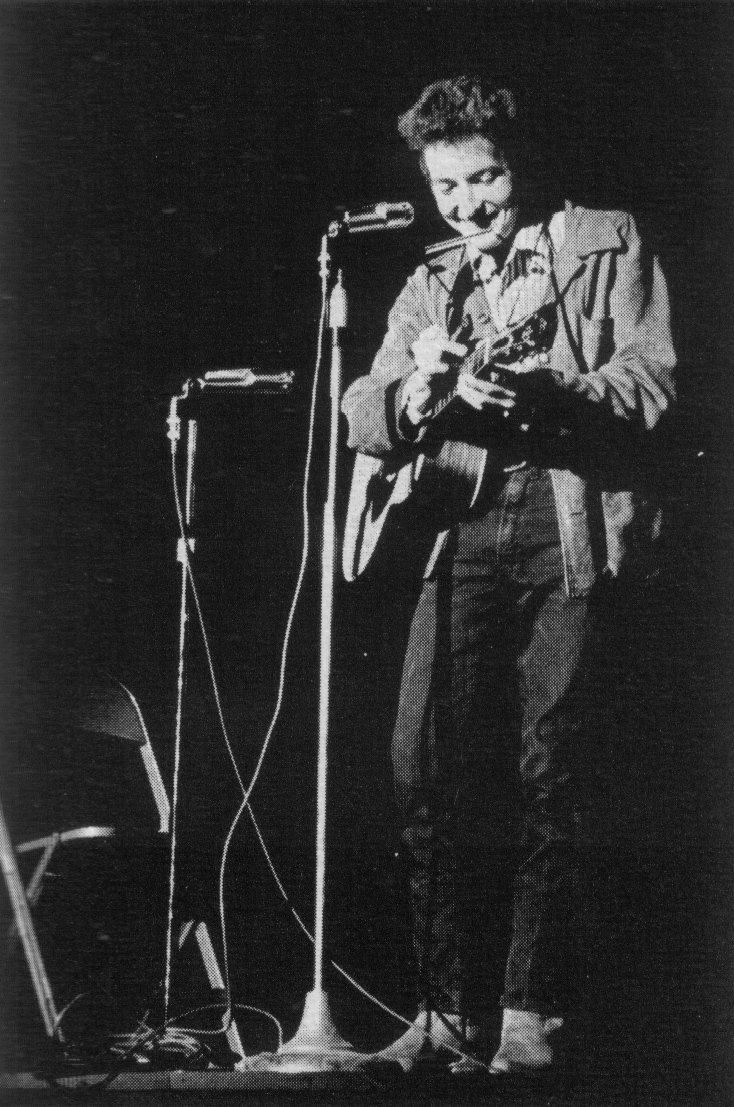
Bob Dylan em novembro de 1963.

### 1960-1963: Mudança para Nova Iorque e contrato de gravação
Dylan abandonou a universidade após seu primeiro ano. Em janeiro de 1961, mudou-se para Nova Iorque com a esperança de ver seu ídolo musical, Woody Guthrie, que estava gravemente doente, com um estado avançado do mal de Hutington no hospital psiquiátrico de Greystone Park. Guthrie foi uma das maiores influências nas primeiras apresentações de Dylan. Sobre Guthrie, Dylan chegou a dizer: "Você pode escutar suas canções e aprender a viver". Também escreveu, posteriormente: "As canções em si têm o infinito alcance de humanidade nelas... [Ele] era a verdadeira voz do espírito americano. Eu disse a mim que seria o maior discípulo de Guthrie". À medida que o visitava no hospital, Dylan ficou amigo do assistente de Guthrie, Ramblin' Jack Elliott. Muito do repertório de Guthrie era na verdade canalizado através de Elliott, a quem Dylan prestou tributo em Crônicas (2004).
A partir de fevereiro de 1961, Dylan tocou em vários clubes do bairro de Greenwich Village. Em setembro, ele começou a ganhar certa reputação graças a uma resenha de Robert Shelton no The New York Times durante uma apresentação no Gerde's Folk City. No mesmo mês, Dylan tocou a harmônica para Carolyn Hester durante a gravação de seu terceiro álbum, o que levou seus talentos para a atenção do produtor John H. Hammond. Hammond contratou Dylan para a Columbia Records em outubro.
As interpretações incluídas em seu primeiro trabalho para a Columbia, intitulado Bob Dylan e lançado em 1962, consistiam em material de música folk, blues e gospel combinado com duas composições próprias, "Song to Woody" e "Talkin' New York". O álbum teve pouco êxito comercial, vendendo cinco mil cópias em seu primeiro ano, o suficiente para uma rescisão de contrato. Dentro da Columbia, Dylan começou a ser tachado como a "tolice de Hammond" e sugeriram findar seu contrato. Apesar disso, Hammond defendeu vigorosamente Dylan, e ao mesmo tempo encontrou um bom defensor em Johnny Cash, que havia assinado pela Columbia meses antes. Durante seu trabalho para a Columbia, Dylan também gravou várias canções sob o pseudônimo de Blind Boy Grunt para a revista de música folk Broadside Magazine, uma revista e gravadora de música folk. Dylan usou o pseudônimo Bob Landy para gravar como tocador de piano no álbum de antologia de 1964, The Blues Project, lançado pela Elektra Records. Sob o pseudônimo de Tedham Porterhouse, Dylan contribuiu com a harmônica para o álbum de 1964 de Ramblin' Jack Elliott, Jack Elliott.

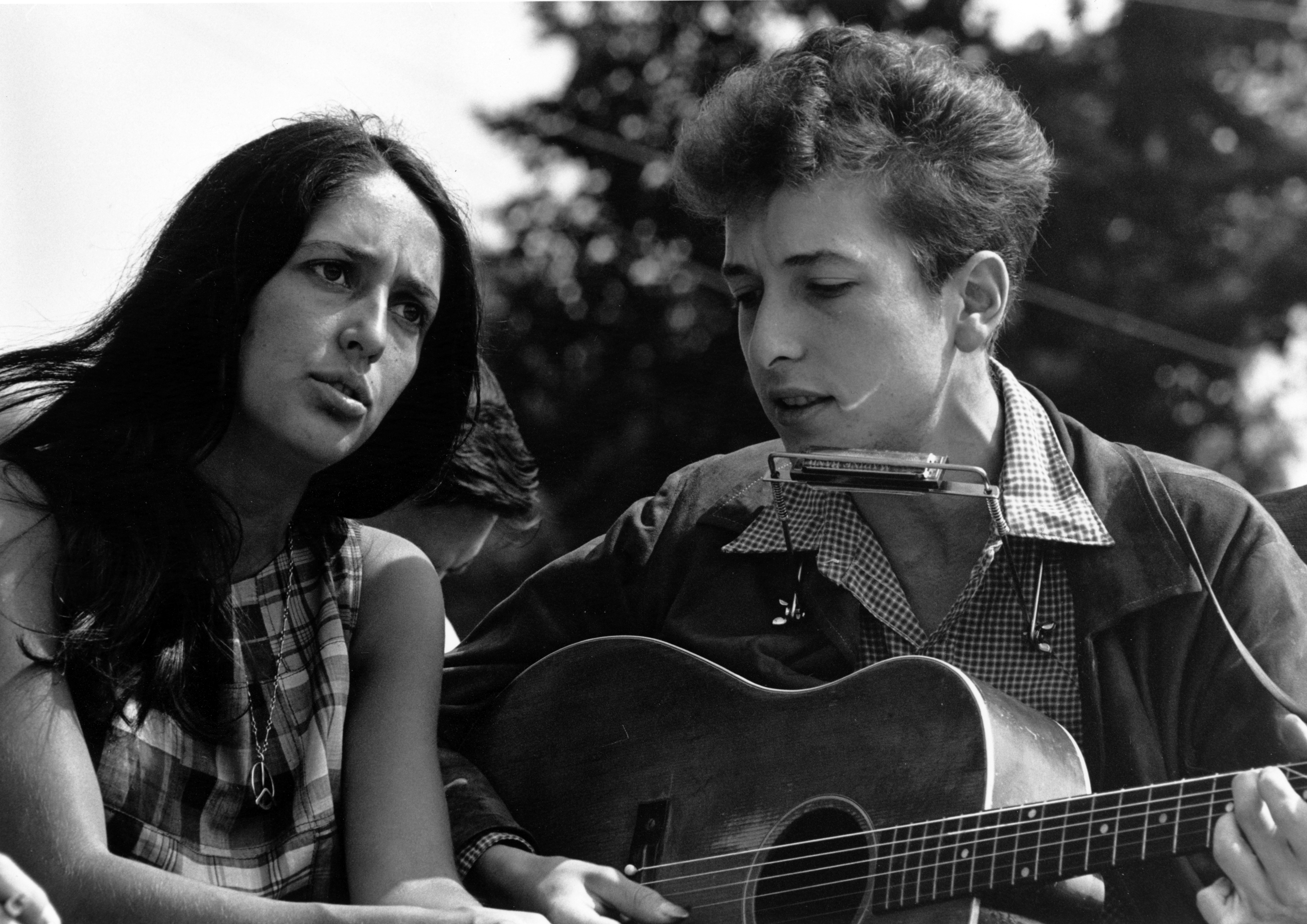
Bob Dylan com Joan Baez na Marcha por Trabalho e Liberdade em Washington, D.C., em 1963.

Em agosto de 1962, Dylan deu dois importantes passos em sua carreira musical ao modificar seu nome legalmente para Robert Dylan na Corte Suprema de Nova Iorque e ao firmar um contrato de representação com Albert Grossman. Grossman foi o empresário de Dylan até 1970 e se caracterizou por sua personalidade algumas vezes confrontativa e pela extrema proteção que mostrava para seu principal cliente. Dylan descreveria posteriormente Grossman como "uma espécie de Coronel Tom Parker... você podia cheirá-lo vindo". As tensões entre Grossman e John Hammond obrigaram o segundo a abandonar as sessões de gravação do segundo trabalho discográfico de Dylan, sendo substituído pelo jovem produtor Tom Wilson.
De dezembro de 1962 a janeiro de 1963, Dylan fez sua primeira viagem ao Reino Unido. Ele foi convidado pelo diretor de televisão Philip Saville para aparecer em um drama The Madhouse on Castle Street, o qual Saville estava dirigindo a emissora BBC. No fim da apresentação, Dylan tocou "Blowin' in the Wind", uma das primeiras exibições da canção para um público maior. Enquanto em Londres, Dylan tocou em alguns clubes folk da cidade, como Les Cousins, The Pinder of Wakefield, e Bunjies. Ele também aprendeu novas canções de alguns intérpretes britânicos, como Martin Carthy.
Próximo da época de seu segundo álbum, The Freewheelin' Bob Dylan, lançado em maio de 1963, ele começou a fazer seu nome como cantor e compositor. Muitas das canções incluídas no álbum foram classificadas como canções de protesto, inspiradas parcialmente em Woody Guthrie e influenciadas pela paixão de Pete Seeger por canções tradicionais. "Oxford Town", por exemplo, é um conto irônico sobre a arriscada matrícula de James Meredith como o primeiro negro na universidade do Mississippi.
Sua mais famosa canção à época, "Blowin' in the Wind", deriva parcialmente sua melodia da canção tradicional "No More Auction Block", apesar de sua letra questionar o status quo social e político da época. A canção teve muitas versões e tornou-se um sucesso internacional com Peter, Paul and Mary, criando um precedente para muitos outros artistas que se alçariam com sucessos através de composições de Dylan. Por sua parte, a canção "A Hard Rain's a-Gonna Fall" se baseia nos acordes da balada folk "Lord Randall". Com suas referências ao apocalipse nuclear, a canção ganhou ressonância durante o desenrolar da crise dos mísseis de Cuba, poucas semanas depois de Dylan começar a tocá-la. Como "Blowin' in the Wind", "A Hard Rain's a-Gonna Fall" marcou uma importante direção na composição de novas canções, mesclando o uso do fluxo de consciência e a lírica imagista com as formas tradicionais do folk.
Enquanto as primeiras canções de Dylan solidificaram sua reputação inicial, The Freewheelin' Bob Dylan também incluía canções de amor mescladas com uma lírica irônica e blues falado surreal. O humor se converteu em um dos pilares da personalidade de Dylan, e a variedade de material impressionou muitos ouvintes, incluindo os Beatles. George Harrison comentou: "Só colocávamos e nos viajava. O conteúdo das letras de suas canções e só a atitude - era incrivelmente original e maravilhoso".
A voz áspera de Dylan era perturbadora para alguns ouvintes iniciais, ao mesmo tempo que uma atração para outros. Descrevendo o impacto que Dylan havia ocasionado em seu marido e nela mesma, Joyce Carol Oates escreveu: "Quando escutei pela primeira vez essa voz crua, muito jovem e parecendo não treinada, francamente nasal, como se a lixa pudesse falar, o efeito foi dramático e eletrificante". Muitas de suas primeiras canções famosas alcançaram o público em geral através de versões imediatamente mais palatáveis de outros intérpretes, como Joan Baez, que se converteu na protetora de Dylan assim como sua posterior amante. Baez foi determinante na hora de levar Dylan à popularidade nacional e internacional com numerosas versões de suas canções e ao convidá-lo frequentemente ao palco em suas apresentações.
Alguns outros que gravaram e tiveram sucessos com canções de Dylan no início e metade da década de 1960 foram The Byrds, Sonny & Cher, The Hollies, Peter, Paul and Mary, The Association, Manfred Mann e The Turtles. A maioria tentou dar uma batida pop e ritmo às canções, enquanto Dylan e Baez os tocavam na maior parte como peças folk esparsas. As versões cover tornaram-se tão ubíquas que a CBS começou a promovê-lo com a frase "Nobody Sings Dylan Like Dylan".

### Transição
Mas logo Dylan mudou de rumos artísticos, afastando-se do movimento folk de protesto e voltando-se para canções mais pessoais, introspectivas, ligadas a uma visão muito particular de mundo. As questões sociopolíticas de seu tempo: racismo, Guerra Fria, Guerra do Vietnã, injustiça social, cedem espaço para a temática das desilusões amorosas, amores perdidos, vagabundos errantes, liberdade pessoal, viagens oníricas e surrealistas, embaladas pela influência da poesia beat. Esta transição se dá entre 1964 e 1966, quando Dylan eletrifica a sua música, passa a tocar com uma banda de blues-rock como apoio e choca a plateia folk, com sua aproximação ao rock. Na época, muitos ignoravam que Dylan já havia tocado rock and roll na adolescência e apreciava artistas country como Johnny Cash, que já trabalhavam com instrumentos elétricos desde os anos 50. O sucesso dos Beatles e demais roqueiros britânicos na releitura do rock americano também lhe chamaram a atenção. Em compensação, foi aclamado pela crítica, ampliou o seu público (mesmo sendo chamado de "traidor" por fãs do Dylan cantor folk), tornando-se cada vez mais influente entre artistas contemporâneos (John Lennon, Paul McCartney, George Harrison, Ringo Starr por exemplo) e lançando os mais apreciados discos de sua carreira, com uma série de canções clássicas de seu repertório: "Maggie's Farm", "Subterranean Homesick Blues", "Gates of Eden", "It's Alright Ma (I'm Only Bleeding)", "Mr. Tambourine Man", "Ballad of a Thin Man", "Like a Rolling Stone", "Just Like a Woman", entre outras, lançadas em seus álbuns mais inspirados: Bringing It All Back Home e Highway 61 Revisited de 1965 e o duplo Blonde on Blonde, de 1966.
Em maio de 1966, após uma tumultuada turnê pela Inglaterra, devido ao formato rock dos shows, Dylan sofreu um grave acidente de moto que o afastou dos palcos e gravações até 1968. Em seu retorno, surpreendeu o público e a crítica com o álbum "John Wesling Hardin", fortemente influenciado pelo country, tendência que acentuou-se no trabalho seguinte, "Nashville Skyline", que trouxe o clássico "Lay Lady Lay" para as paradas. Limitando-se a apresentações esporádicas, das quais a mais importante foi sua participação no Festival da Ilha de Wight em agosto de 1969, além de sua participação no Concerto para Bangladesh, organizado por George Harrison em 1971, Dylan só voltaria a realizar turnês em 1974.

### Anos 70
O que produziu no início dos anos 70 não foi bem recebido pela crítica, considerado muito abaixo de seus hits originais. Apenas algumas canções destacam-se: "If Not For You" (1970), "Knockin' on Heaven's Door" (1973), "Forever Young" (1974). Mas ao voltar as turnês, acompanhado pelo grupo The Band, retorna a evidência e ao sucesso, principalmente pelo elogiado duplo ao vivo "Before the Flood" (1974). Na retomada da carreira de forma mais ativa, Dylan produz "Blood On Tracks" (1975) e "Desire" (1976), seus melhores discos nos anos 70, aclamados pela crítica. Deste último, a canção "Hurricane", baseada na história de Rubin Carter, um boxeador negro preso injustamente, foi um sucesso espetacular, ao mesmo tempo que a turnê Rolling Thunder Revue (75/76) era aclamada por crítica e público. São também de Desire as músicas Sara (dedicada a sua esposa) e Romance in Durango, essa última vertida para Romance no Deserto pelo letrista Fausto Nilo para o disco de mesmo nome do cantor Raimundo Fagner.

#### Conversão

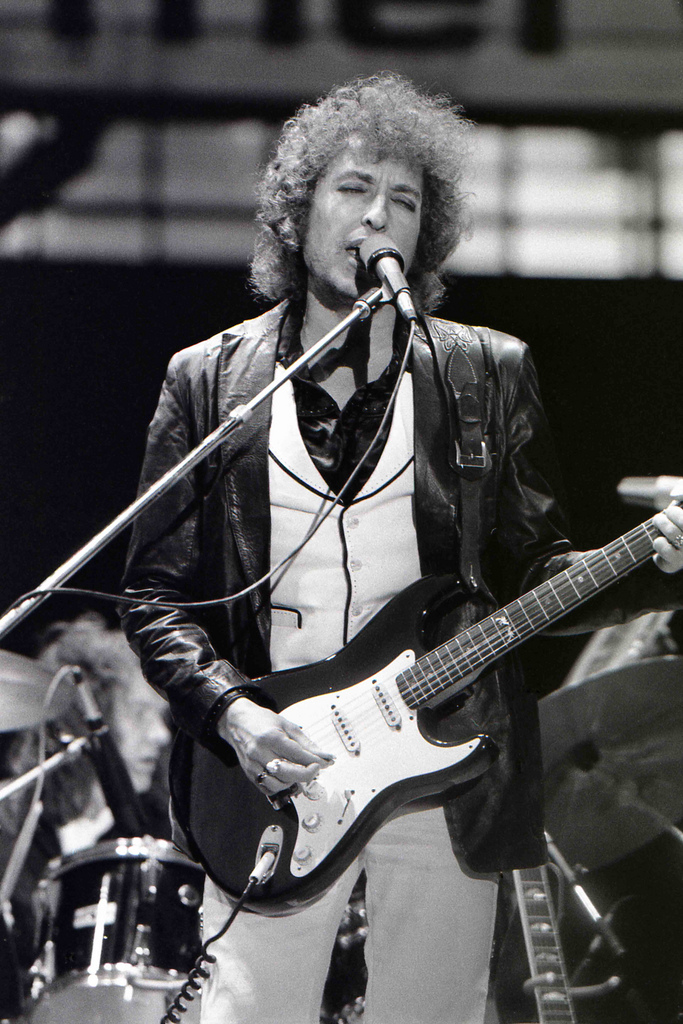
Apresentação de Bob Dylan em Rotterdam, 23 De junho de 1978

Após seu divórcio em 1977, da esposa Sara Lownds, com quem era casado desde 1965, Dylan viveu uma grande crise pessoal, que refletiu-se em seu trabalho artístico. Depois de uma turnê mundial em 1978, em parte registrada no duplo ao vivo "At Budokan" (gravado no Japão), ele voltou-se para a música gospel, após converter-se ao cristianismo e filiar-se a uma igreja. Foi o período mais controverso e polêmico de sua carreira, principalmente por Dylan afastar-se de seu repertório clássico e investir em canções com temática cristã. Nesta nova fase, surpreendeu seus antigos fãs e se aproximou de músicos do segmento cristão, como Larry Norman, Chuck Girard e Keith Green, em cujo álbum "So You Wanna Go Back to Egypt" chega a gravar uma participação com sua harmônica.
Mais importante do que isso, motivado por sua nova espiritualidade, Dylan gravou três álbuns: "Slow Train Coming" (1979) considerado o mais inspirado dos três, deu a Dylan um Grammy de melhor vocal masculino, pela canção "Gotta Serve Somebody". O segundo álbum, "Saved" (1980), teve uma recepção menos entusiasmada, embora na opinião de Kurt Loder da Rolling Stone este álbum fosse superior ao primeiro. "Shot of Love" (1981) encerra a fase cristã de Dylan.
A despeito da intolerância das críticas à época do seu lançamento, em 2003, o conteúdo das músicas de "Gotta Serve Somebody" foi depurado, revisitado e redimido por nomes como Shirley Caesar, Helen Baylor, Chicago Mass Choir e outros representantes da música afro-americana, em "The Gospel Songs of Bob Dylan", um CD que se desdobrou em indicação para o Grammy e em documentário (2006) sobre esta fase. O jornal International Herald Tribune declarava que a interpretação afro-americana levava a música de Dylan a um outro patamar.

### Anos 80
Com "Infidels", de 1983, Dylan afasta-se da fé cristã, volta-se inesperadamente para as suas raízes judaicas e parece reencontrar certo equilíbrio artístico. Bem recebido pela crítica, é considerado seu melhor álbum desde Desire. As apresentações ao vivo, em que volta a interpretar suas canções clássicas, marcam uma reconciliação com seu público. Em 1985 participa do especial We are the world com outros 40 grandes nomes da música estadunidense - entre eles Michael Jackson, Tina Turner, Ray Charles, Stevie Wonder - pela campanha contra a fome na África.
Dylan continua a gravar regularmente, buscando uma sonoridade "made anos 80" ao mesmo tempo em que tenta preservar seu estilo. "Down In The Groove", álbum de 1988, passou despercebido, contém várias covers, mas equivale a uma declaração de princípios, com canções de folk-rock, gospel, rock, que demarcam os gostos artísticos preferenciais do artista. Depois de uma turnê com a lendária banda californiana Grateful Dead, ele lança o álbum "Oh Mercy" (1989), elogiado pela qualidade inesperada das canções e volta às paradas com o super-grupo Traveling Wilburys, formado com os amigos George Harrison, Tom Petty, além de Jeff Lynne e Roy Orbison.

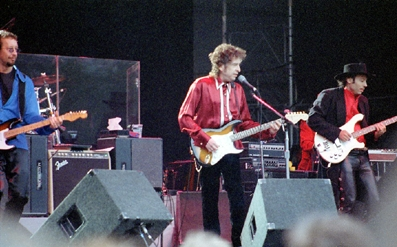
Bob Dylan no Lida Festival de Estocolmo, Suécia, em 1996.

### Anos 90
No início dos anos 90, Bob Dylan parece dar uma "parada" na carreira. Para comemorar e fazer um balanço de seus 30 anos de trajetória, ele volta a gravar folk tradicional, acústico, sem importar-se com o pouco apelo comercial deste gênero nos dias atuais. Em 1992 é realizado um show-tributo em grande estilo, com a participação de vários nomes do rock, country e do soul cantando suas músicas entre eles: Eric Clapton, George Harrison, Stevie Wonder, Neil Young, Willie Nelson, Lou Reed, Eddie Vedder entre outros.
Depois do acústico produzido para a MTV em 1994, Dylan só voltaria com um CD de inéditas em 1997 (ano que vários outros famosos voltaram a ativa com sucesso, entre eles os Bee Gees). O álbum "Time Out Of Mind" ganharia vários prêmios Grammy e foi considerado por muitos uma nova ressurreição artística, confirmada pela qualidade de "Love and Theft" (2001). Neste mesmo ano a revista Rolling Stone publicou uma lista com as 500 melhores músicas da história e em primeiro lugar ficou Like a Rolling Stone, de Bob Dylan. Atualmente registra-se um novo interesse pela vida e obra de Dylan, com o lançamento oficial de várias gravações piratas, além do lançamento do documentário "No Direction Home", de Martin Scorsese, que flagra os anos iniciais de sua carreira (1961-1966) e, mais recentemente, com "Modern Times", seu novo álbum lançado em 2006, com o qual, pela quarta vez na carreira, Dylan conquistou a liderança do ranking dos mais vendidos dos Estados Unidos, vendendo 192 mil cópias na primeira semana. A última vez que Dylan tinha alcançado a liderança nos Estados Unidos, foi com o álbum "Desire", de 1976, que ficou 5 semanas no topo das paradas. Antes disso, alcançou o primeiro lugar com o clássico disco "Blood On The Tracks", em 1975, e com "Planet Waves", no ano anterior.

### Século XXI e Prêmio Nobel 2016
Em 13 de outubro de 2016, foi anunciada a escolha de Bob ao Prêmio Nobel da Literatura de 2016, em um evento em Estocolmo, na Suécia. Bob Dylan foi acusado de ser arrogante, inclusive por membros da Academia Sueca, pois ficou em silêncio após o anúncio de seu prêmio Nobel de Literatura e não respondeu às insistentes ligações da Academia.
Somente duas semanas depois, no dia 28 de outubro, Bob Dylan quebrou o silêncio acerca do Nobel. O cantor disse que é algo "difícil de acreditar", além de considerar "surpreendente e incrível" o laureamento. Contudo, o cantor não compareceu à cerimônia de premiação, alegando ter "outros compromissos". Patti Smith o representou na cerimônia, com uma interpretação de "A Hard Rain's A-Gonna Fall", uma das composições mais emblemáticas de Dylan.
Bob Dylan só veio a receber as premiações do Nobel - que incluem uma medalha, um diploma e cerca de 8 milhões de coroas suecas (US$ 900 mil) em 1 de abril de 2017, após um encontro discreto com os representantes da Academia Sueca em Estocolmo.
Em 6 de junho de 2017, a palestra Nobel de Dylan foi postada na página oficial do Prêmio Nobel. A secretária da academia Sara Danius comentou: "A conversa é extraordinária e, como se pode esperar, eloquente. Agora que a palestra foi entregue, a aventura Dylan está chegando ao fim". Em seu ensaio Dylan escreve em detalhes sobre o impacto que três livros influentes - Moby Dick de Herman Melville, Odisseia de Homero e Nada de Novo no Front de Erich Maria Remarque - tiveram sobre ele. Dylan conclui: "Nossas letras são vivas na terra dos vivos. Mas as letras são diferentes da literatura. Elas devem ser cantadas, não lidas. As palavras nas peças de Shakespeare devem ser atuadas no palco. Assim como as letras de músicas são cantadas, não lidas em uma página. E espero que alguns de vocês tenham a chance de ouvir essas letras da maneira como elas foram destinadas a serem ouvidas: em concertos ou gravadas ou como quer que as pessoas estão ouvindo músicas atualmente. Volto mais uma vez a Homero, que diz: "Cante em mim, oh Musa, e através de mim conte a história".
Em Março de 2020, Dylan divulgou a sua primeira música original, desde o álbum de 2012 Tempest. “Murder Most Foul” é uma canção de 17 minutos que fala do assassinato de John F. Kennedy.

## Discografia
- Bob Dylan (1962)
- The Freewheelin' Bob Dylan (1963)
- The Times They Are a-Changin' (1964)
- Another Side of Bob Dylan (1964)
- Bringing It All Back Home (1965)
- Highway 61 Revisited (1965)
- Blonde on Blonde (1966)
- John Wesley Harding (1967)
- Nashville Skyline (1969)
- Self Portrait (1970)
- New Morning (1970)
- Pat Garrett & Billy the Kid (1973)
- Dylan (1973)
- Planet Waves (1974)
- Blood on the Tracks (1975)
- The Basement Tapes (1975)
- Desire (1976)
- Street Legal (1978)
- Slow Train Coming (1979)
- Saved (1980)
- Shot of Love (1981)
- Infidels (1983)
- Empire Burlesque (1985)
- Knocked Out Loaded (1986)
- Down in the Groove (1988)
- Oh Mercy (1989)
- Under the Red Sky (1990)
- Good as I Been to You (1992)
- World Gone Wrong (1993)
- Time Out of Mind (1997)
- Love and Theft (2001)
- Modern Times (álbum de Bob Dylan) (2006)
- Together Through Life (2009)
- Christmas in the Heart (2009)
- Tempest (álbum de Bob Dylan) (2012)
- Shadows in the Night (2015)
- Fallen Angels (2016)
- Triplicate (2017)
- Rough and Rowdy Ways (2020)
- Shadow Kingdom (2023)

## Pintor
Bob Dylan também pinta e desenha tendo lançado um livro de desenhos "Drawn Blank" em 1994.
Fez a sua primeira exposição denominada "The Drawn Blank Series" no Museu Kunstsammlungen em Chemnitz (Alemanha) (onde há obras de Munch e Picasso) entre outubro de 2007 e 3 de fevereiro de 2008 com 175 aquarelas e guaches.

## Escritor
Dylan escreveu o livro Tarântula em 1966, mas só foi publicado em 1971 (New York: Macmillan). No Brasil, o livro foi publicado em 1986 pela Editora Brasiliense (Coleção Circo de Letras) com tradução de Paulo Henriques Britto. Foi publicado em Portugal em 2007, com tradução de Vasco Gato (Vila Nova de Famalicão: Quasi).
Embora durante toda a sua vida Dylan tenha publicado as suas songs book, parece ser com o título de Lyrics que irá sucessivamente editar a compilação das letras das suas composições: lyrics de 1962-1985 (1985); em 1997, ampliadas ao período 1962-1996; em 1999, até 1999; em 2004, compreende as lyrics entre 1962-2001; em 2008, intituladas simplesmente Lyrics; e finalmente em 2014, sob o título The Lyrics: since 1962, ed. por Christopher Ricks, Lisa Nemrow e Julie Nemrow (Nova Iorque: Simon & Schuster).
Em Portugal, as suas letras das canções foram editadas em dois volumes pela editora Relógio d’Água, em 2006 e 2008, respetivamente, abrangendo os períodos temporais indicados nos títulos: Canções 1962-2001 – Volume 1 (1962-1973), Volume 2 (1974-2001), ambos com traduções de Angelina Barbosa e Pedro Serrano.
Mais recentemente, em 2004, saiu a público o primeiro volume da autobiografia de Dylan, Chronicles, volume one (New York: Simon & Schuster), que teve logo tradução portuguesa por Bárbara Pinto Coelho: Crónicas (Lisboa: Ulisseia, 2005) e brasileira, por Lúcia Brito: Crônicas Vol. I (São Paulo: Planeta, 2005).
Dylan é amigo de Caetano Veloso, amizade nascida após a leitura do livro Verdade Tropical.
Em 13 de outubro de 2016, a Academia Sueca agraciou o poeta-cantor com o Prémio Nobel de Literatura por "ter criado novos modos de expressão poética no quadro da tradição da música americana". Esta atribuição inesperada do maior prémio... da literatura a alguém que era conhecido no mundo da música foi algo controverso e fez correr muita tinta.

## Em Portugal
Bob Dylan deu sete concertos em Portugal, os primeiros em Julho 1993, no Coliseu do Porto e no Pavilhão de Cascais.
Em Abril de 1999 deu dois concertos no então Pavilhão Atlântico, em Lisboa, e no Coliseu do Porto. Em julho de 2004, apresentou-se em Vilar de Mouros e, em 2008, no festival Nos Alive, em Algés, tendo em 2018 se apresentado na Altice Arena.
Volta a Portugal a 1 de Maio de 2019 no Coliseu do Porto.
Bob Dylan é uma influência assumida por músicos e compositores portugueses como Sérgio Godinho, Jorge Palma, Jorge Cruz[carece de fontes?] e Samuel Úria.
Em Novembro de 2022, a Livraria Lello adquiriu um conjunto de 42 cartas escritas por Bob Dylan na década de 1950, por mais de 500 mil euros, num leilão em Nova Iorque.